# گل کبود
گل کبود (به انگلیسی: Blue Mud) رسوبی دریایی محتوی مواد آلی زیاد در حال تخریب و همچنین سولفید آهن منقسم به قطعات ریز. ماده ثانویه به آن رنگ مشخصه آبی تیره یا خاکستری مایل به ارغوانی می‌دهد.